# Viscainopelmatus
Viscainopelmatus is een geslacht van rechtvleugeligen uit de familie Stenopelmatidae. De wetenschappelijke naam van dit geslacht is voor het eerst geldig gepubliceerd in 1970 door Tinkham.

## Soorten
Het geslacht Viscainopelmatus  is monotypisch en omvat slechts de volgende soort:
- Viscainopelmatus davewerneri (Tinkham, 1970)